# Tom Clancy's The Division: Heartland
Tom Clancy's The Division: Heartland est un projet de TPS free-to-play développé par le studio Red Storm Entertainment et édité par Ubisoft. Le jeu est officialisé en mai 2021, et devait sortir sur Microsoft Windows, PlayStation 4, Xbox One, PlayStation 5 et Xbox Series. Finalement, Ubisoft a décidé d'annuler le jeu en mai 2024.